# اچ‌ام‌اس سینتیا (۱۷۹۶)
اچ‌ام‌اس سینتیا (۱۷۹۶) (به انگلیسی: HMS Cynthia (1796)) یک کشتی بود که طول آن ۱۱۳ فوت (۳۴ متر) بود. این کشتی در سال ۱۷۹۶ ساخته شد.